# Roque Joaquín de Alcubierre
Roque Joaquín de Alcubierre (Zaragoza, 1702. augusztus 16. – Nápoly, 1780. március 14.) újkori katalán mérnök és régész, aki Pompeii, Herculaneum és Stabiae a Vezúv 79-es kitörése során eltemetett ókori itáliai városok feltárásában vett részt. 

## Élete
Roque Joaquín de Alcubierre Zaragozában született (vagy keresztelkedett meg) 1702. augusztus 16-án. Szülővárosában tanult, majd önkéntesként csatlakozott a hadmérnöki alakulathoz, és Geronában, Barcelonában, Madridban és más spanyolországi városokban szolgált.
III. Károly nápolyi (spanyol) király portici új palotájának építése közben Alcubierre néhány ókori római műtárgyra bukkant, és ezért 1738-ban engedélyt kért és kapott az uralkodótól ásatások elvégzésére. Ezek során Hercules szobra és egy amfiteátrum került napvilágra Herculaneum romjai közül. Ezután több mint kétszáz freskó és szobor került elő, amelyeket a Nápolyi Nemzeti Múzeumban őriznek.
1748-ban új ásatási kampányt kezdett egy olyan területen, amelyen megérzése szerint Stabiae-nek kellett volna lennie, de amelyet később Pompeiiként azonosítottak. 1749-ben asszisztensével, Karl Jakob Weber svájci német mérnökkel napvilágra hozták az igazi Stabiae-t, majd feltárásokat végzett Sorrento környékén (ahol a Villa Pollio romjait tárta föl), Capriban, Cumae-ban és Pozzuoliban.
1755-től ismét Pompejiben folytak ásatások. Alcubierre két asszisztensére, Karl Jakob Weberre (1764-ig) és Francesco La Vegára (1764-től) hagyta a tudományos munkát, például az ásatási napló vezetését vagy a rajzok készítését. Kettejüknek köszönhetően Alcubierre munkássága nem vált teljes katasztrófává. Alcubierre korlátozott látásmódja és brutális, sokat romboló módszerei már az ő idejében is sok kritikát váltottak ki. Egyik híres kritikusa például Johann Joachim Winckelmann volt. 
Nápolyban halt meg 1780. március 14-én.

## Fordítás
- Ez a szócikk részben vagy egészben  a   Roque Joaquín de Alcubierre című olasz Wikipédia-szócikk ezen változatának fordításán alapul.  Az eredeti cikk szerkesztőit annak laptörténete sorolja fel. Ez a jelzés csupán a megfogalmazás eredetét és a szerzői jogokat jelzi, nem szolgál a cikkben szereplő információk forrásmegjelöléseként.

## Bibliográfia
- Pompei, Ercolano, Stabia. Roma: Editori Laterza (1982). ISBN no
- Pompei sostenibile (2002). ISBN 88-8265-189-4
- Franco Strazzullo: Alcubierre – Weber – Paderni. Un difficile „tandem“ nello scavo di Ercolano – Pompei – Stabia (= Memorie dell’Accademia di Archeologia, Lettere e Belle Arti in Napoli 12. kötet). Accademia di Archeologia, Lettere e Belle Arti, Nápoly, 1999